# سیم ابررسانا

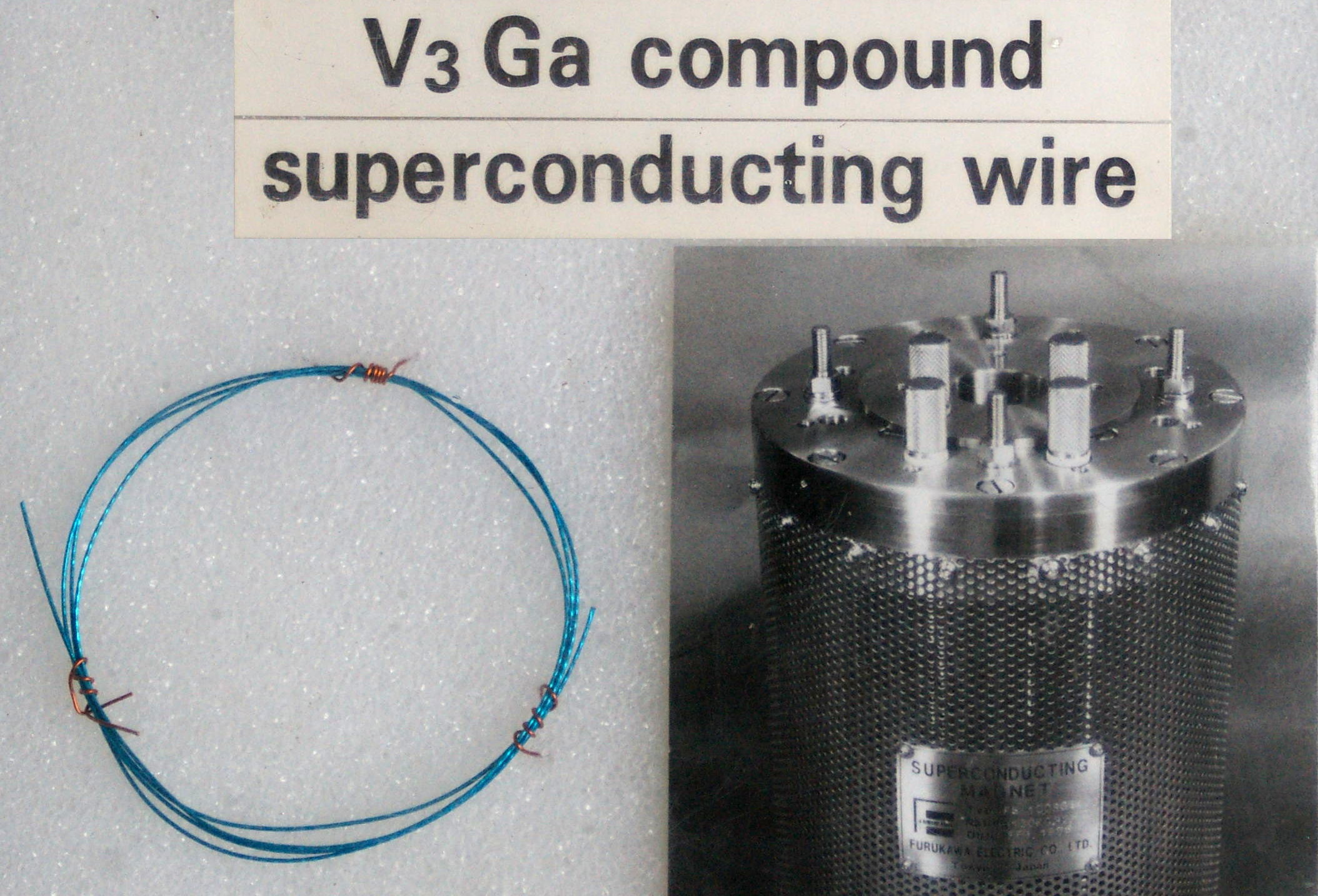
نمونه ای از یک سیم (آلیاژ V_{3}Ga) استفاده شده در آهنربای ابررسانا

سیم های ابررسانا سیم های الکتریکی هستند که از مواد ابررسانا ساخته شده اند. وقتی در دمایی پایین‌تر از دمای گذار خنک شوند، مقاومت الکتریکی آن‌ها صفر است. غالباً ابررساناهای معمولی مانند نیوبیم-تیتانیوم مورد استفاده می‌گیرند،  البته ابررساناهای دما بالا مانند YBCO در حال ورود به بازار هستند.
از مزایای سیم ابررسانا نسبت به مس یا آلومینیوم می توان به بیشتر بودن حداکثر چگالی جریان الکتریکی و اتلاف توان صفر اشاره کرد. از معایب آن می‌توان هزینه سرد کردن سیم ها تا دمای ابررسانا (اغلب به مواد سرمازا مانند نیتروژن مایع یا هلیوم مایع نیاز است)، خطر خاموش شدن سیم (از دست دادن ناگهانی ابررسانایی)، خواص مکانیکی پایین برخی ابررساناها، و هزینه‌های ماده‌ی استفاده‌شده در سیم و ساخت آن را نام برد.
کاربرد اصلی آن در آهنرباهای ابررسانا است که در تجهیزات علمی و پزشکی در مواردی که میدان مغناطیسی قوی لازم است استفاده می‌شود.

## پارامترهای مهم
دمای ساخت اغلب با هدف بیشینه کردن موارد زیر انتخاب می‌شود:
- دمای بحرانی Tc ، که در دمای پایین‌تر از آن سیم به یک ابررسانا تبدیل می‌شود
- چگالی جریان الکتریکی بحرانی Jc ، که بیشترین جریانی است که یک ابررسانا می‌تواند در واحد سطح مقطع داشته باشد(تصاویر زیر را ببینید برای مثال با 20kA/cm2).

سیم‌ها، نوارها،و کابل‌های ابررسانا غالباً دو ویژگی کلیدی دارند:
- ترکیب ابررسانا (معمولا به شکل رشته‌ها/پوشش)
- یک تثبیت کننده رسانش، که جریان را در صورت از دست دادن ابررسانایی (معروف به خاموش شدن) در ماده ابررسانا حمل می‌کند.[۳][۴]

دمای به اشتراک گذاری جریان TCS دمایی است که در آن، جریان حمل‌شده توسط ابررسانا از طریق تثبیت‌کننده نیز شروع به جاری شدن می‌کند. با این حال، TCS با دمای خاموشی (یا دمای بحرانی) TC یکسان نیست؛ در مورد اول، از دست دادن جزئی ابررسانایی وجود دارد، در حالی که در مورد دوم، ابررسانایی به طور کامل از بین می‌رود.

## سیم LTS
سیم‌های ابررسانای دما پایین (LTS) از ابررساناهایی با دمای بحرانی پایین مانند نیوبیم-قلع (Nb3Sn) و نیوبیم-تیتانیوم (NbTi) ساخته شده‌اند. غالباً ابررسانا به صورت یک رشته در زمینه‌ای از جنس مس یا آلومینیوم است که اگر ابررسانا به هر دلیلی دچار خاموشی شود، جریان را حمل می‌کند. رشته‌های ابررسانا می توانند یک سوم حجم کل سیم را تشکیل دهند.

## آماده سازی

### نقشه کشی سیم
فرآیند سیم‌کشی معمولی می‌‌تواند برای آلیاژهای چکش‌خوار مانند نیوبیم-تیتانیوم استفاده شود.

### نفوذ سطحی
وانادیم-گالیم (V3Ga) را می‌توان با نفوذ سطحی تهیه کرد که در آن جزء دما بالا به عنوان یک جامد در عنصر دیگر که به شکل مایع یا گاز است، شناور می‌شود. هنگامی که همه‌ی اجزاء در طول نفوذ در دمای بالا در حالت جامد باقی می‌مانند به این فرآیند، فرآ برنز گفته می‌شود.

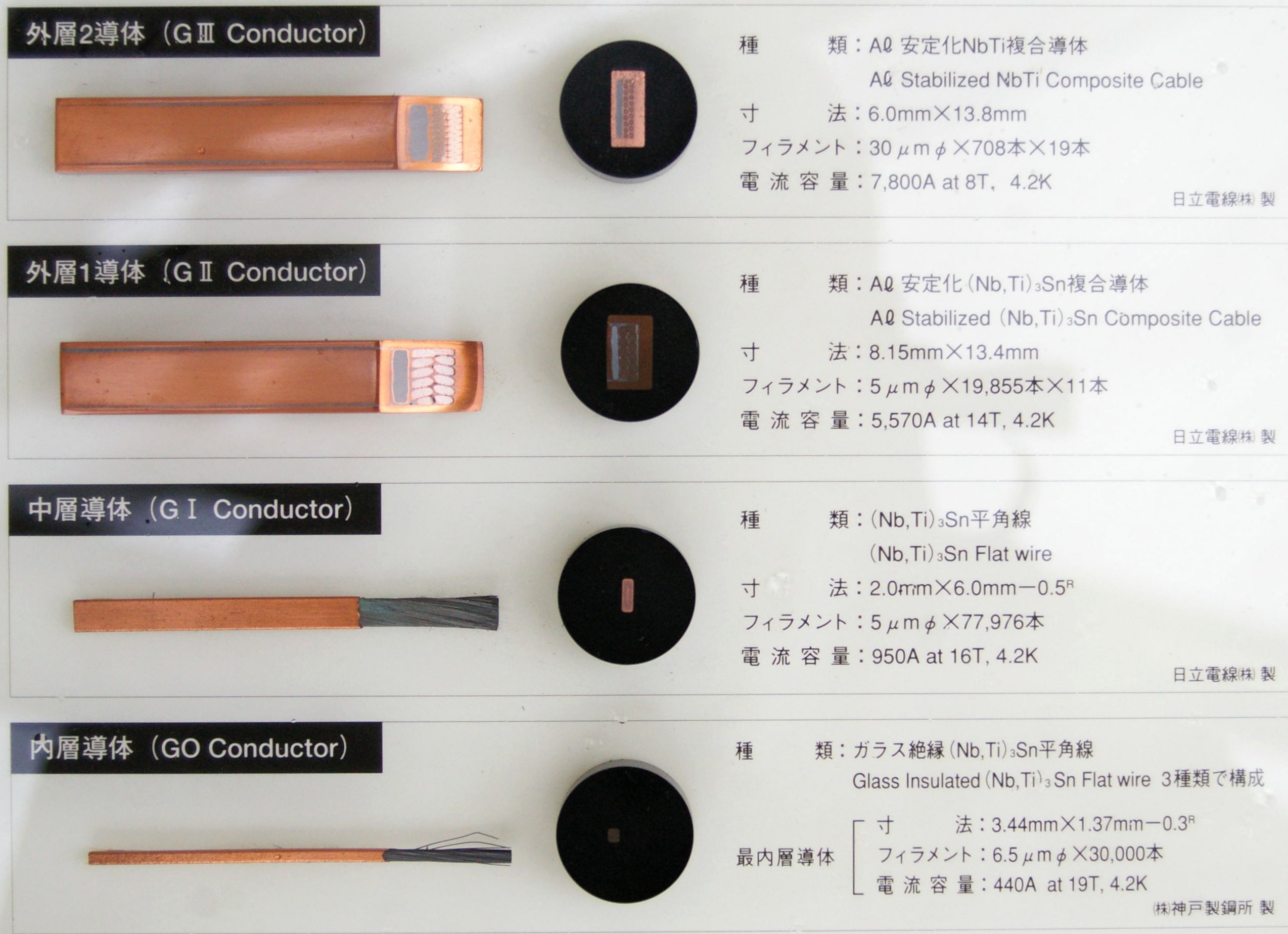
سطح مقطع های مختلف کابل ها و سیم های ابررسانای کامپوزیتی (Nb,Ti)3Sn  (440 تا 7,800 آمپر در میدان 8 تا 19 تسلا)
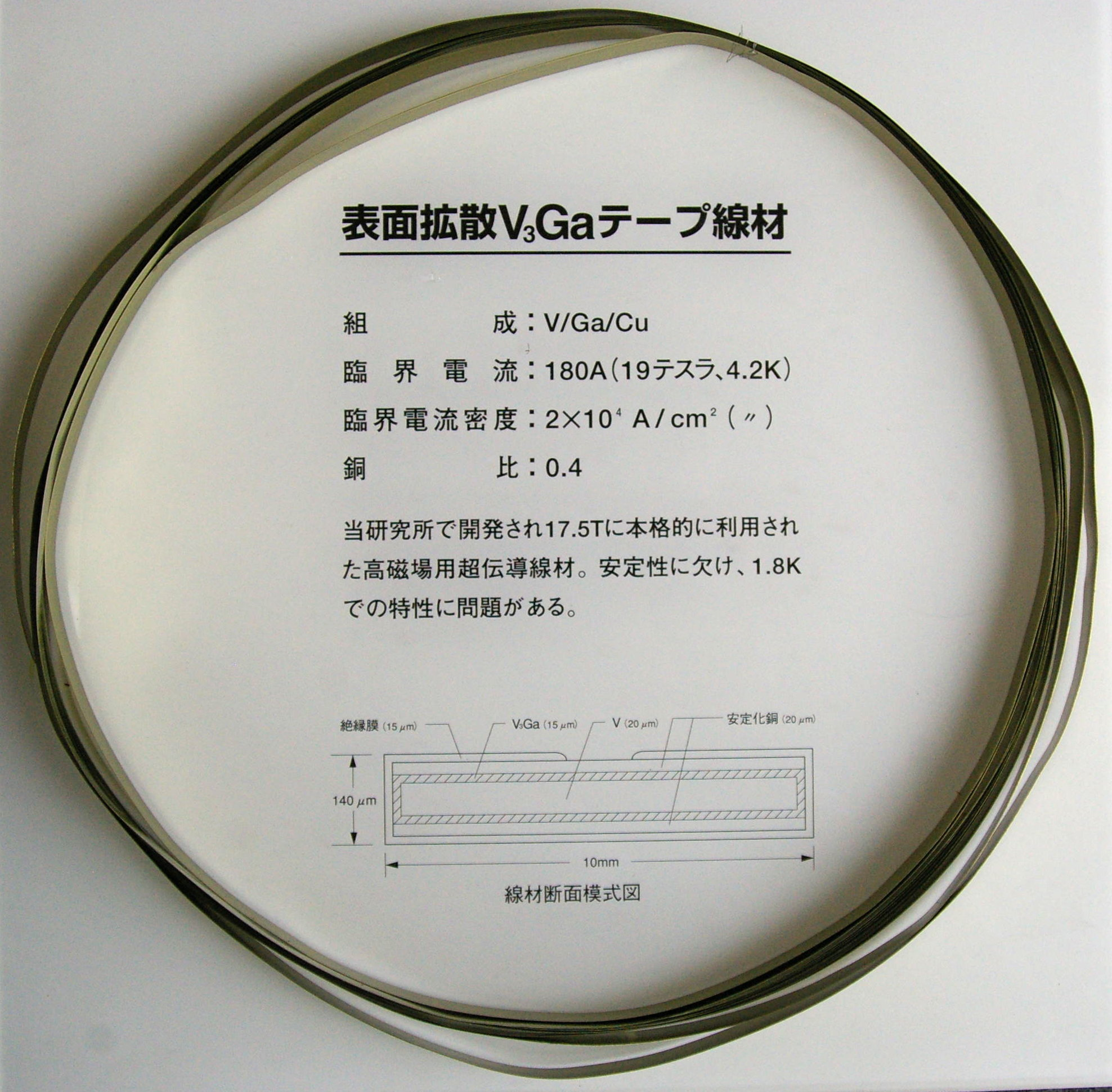
نوار ابررسانای V3Ga (سطح مقطع 10×0.14 mm ) . یک هسته‌ی وانادیمی با یک لایه‌ی 15 μm از V3Ga ، سپس با یک لایه‌ی 20 μm برنزی (لایه‌ی پایدارکننده) و لایه‌ی 15 μm عایق پوشش داده شده است. جریان بحرانی 180 A (در میدان 19.2 T و دمای 4.2 K) و چگالی جریان بحرانی 20 kA/cm2 است
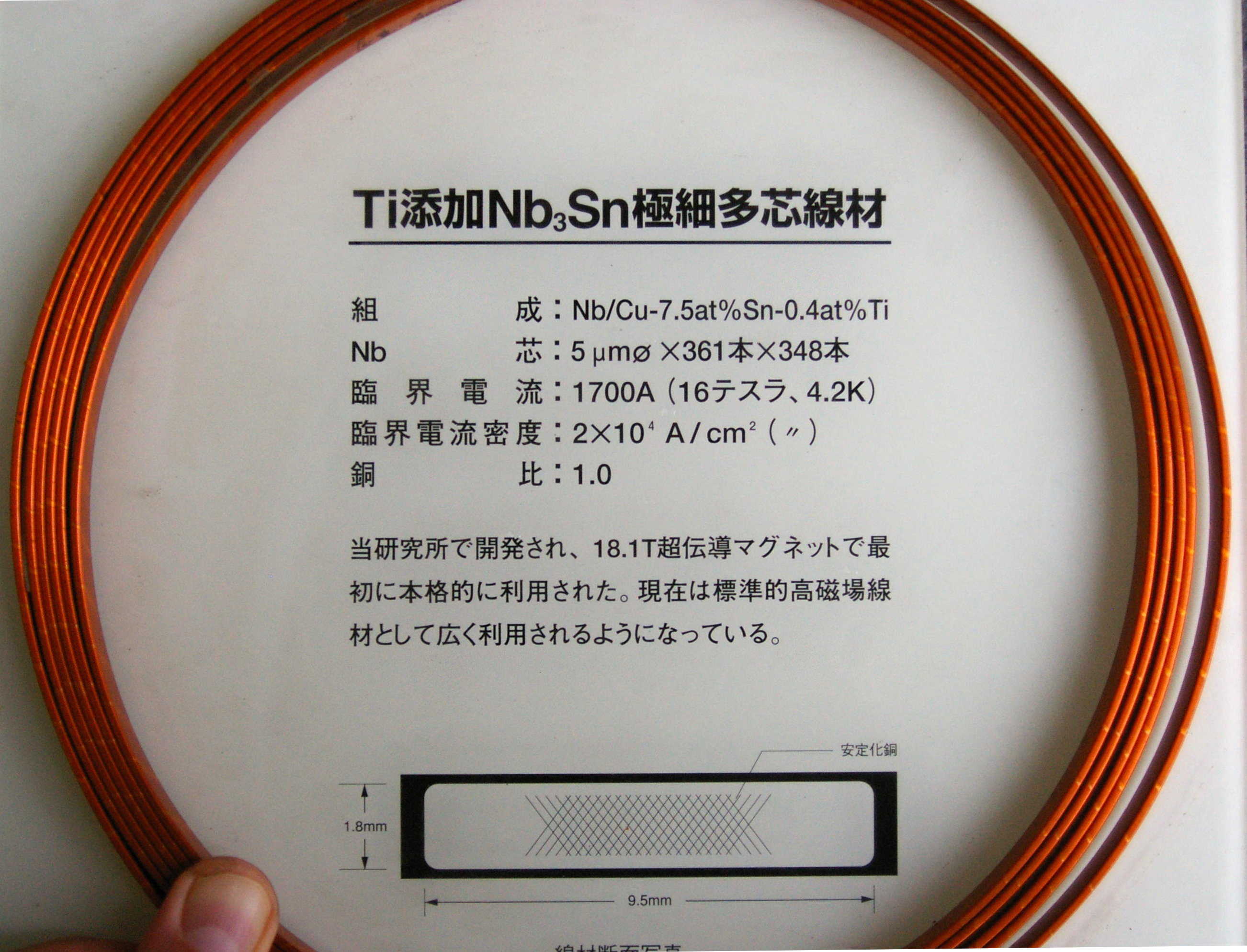
نوار Nb/Cu-7.5at%Sn-0.4at%Ti (سطح مقطع 9.5×1.8 mm) که در اصل برای یک آهنربای 1.8 تسلایی توسعه داده شده است. هسته‌ی نئوبیمی: بسته های 361×348 با قطر 5 μm . رشته‌ها. جریان بحرانی 1,700 A (در میدان 16 T و دمای 4.2 K) و چگالی جریان بحرانی 20 kA/cm2 است

## سیم HTS
سیم‌های ابررسانای دمابالا (HTS) از ابررساناها با دمای بحرانی بالا (ابررسانایی با دمای بالا) مانند YBCO و BSCCO ساخته می‌شوند.

### پودر در لوله

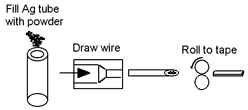
شکلی ساده از فرآیند PIT

فرآیند پودر در لوله (PIT، یا پودر اکسید در لوله، OPIT) یک فرآیند برون‌ریزی (اکستروژن) است که اغلب برای ساخت رساناهای الکتریکی از ابررساناهای ترد مانند نیوبیم-قلع  یا منیزیم دی‌بورید،  و ابررساناهای کوپرات سرامیکی مانند BSCCO استفاده می‌شود. از آن برای شکل‌دهی سیم‌های پنکتیدهای آهن استفاده می‌شود. (PIT برای اکسید مس ایتریم باریم استفاده نمی‌شود زیرا لایه های ضعیف لازم برای ایجاد بافت (هم‌ترازی) کافی در فرآیند PIT را ندارد)
این فرآیند به این دلیل استفاده می‌شود که ابررساناهای دمابالا برای فرآیندهای سیم‌کشی معمولی بسیار ترد هستند. لوله ها فلزی و اغلب از جنس نقره‌ هستند. اغلب، لوله‌ها برای واکنش با مخلوط پودرها حرارت داده می‌شوند. هنگام رخ دادن واکنش، لوله‌ها گاهی مسطح می‌شوند تا یک رسانای نوارمانند تشکیل شود. سیم به دست آمده به اندازه سیم فلزی معمولی انعطاف‌پذیر نیست، اما برای بسیاری از کاربردها کافی است.
در موقعیت فعلی و سابق انواع این فرآیند وجود دارد، و همچنین یک روش "دو هسته‌ای که ترکیبی از هر دو است نیز موجود است.

### نوار یا سیم ابررسانا پوشش داده شده
نوارهای ابررسانای پوشش داده شده به عنوان نسل دوم سیم‌های ابررسانا شناخته می‌شوند. این سیم‌ها به شکل یک نوار فلزی با حدود 10 mm عرض و ضخامت μm100  هستند که با مواد ابررسانا مانند YBCO پوشش داده شده اند. چند سال پس از کشف ابررسانایی دمابالای موادی مانند YBCO ، نشان داده شد که همبافته YBCO با لایه‌های های نازک رشد کرده در شبکه همسان تک کریستال مانند منیزیم اکسید (MgO) ، استرانسیم تیتانیت (SrTiO3) و یاقوت کبود چگالی جریان فوق بحرانی بیش از 10-40 kA/mm2 دارند. با این حال، یک ماده انعطاف‌پذیر منطبق بر شبکه برای تولید یک نوار بلند لازم بود. لایه‌های YBCO که مستقیماً روی مواد زیرلایه فلزی رسوب می‌کنند، خواص ابررسانایی ضعیف از خود نشان می‌دهند. نشان داده شد که یک لایه‌ی میانی جهت‌گرفته در راستای محور c زیرکونیای تثبیت‌شده با ایتریا (YSZ) بر روی یک زیرلایه فلزی می‌تواند لایه‌های YBCO با کیفیت بالاتری تولید کند، که هنوز یک تا دو مرتبه چگالی جریان بحرانی کمتری نسبت به آن‌هایی که روی زیرلایه‌های تک کریستالی تشکیل شده است دارند.
این موفقیت با اختراع تکنیک رسوب به کمک تابش یون (IBAD) برای تولید لایه‌های نازک هم‌راستای دومحوره‌ی زیرکونیای تثبیت‌شده با ایتریا (YSZ) روی نوارهای فلزی حاصل شد.
این لایه‌ی دو محوره‌ی YSZ به عنوان یک لایه‌ی حائل مطابق با شبکه برای رشد همبافته‌ی لایه‌ی YBCO بر روی آن ایفای نقش می‌کند. این لایه‌های YBCO به چگالی جریان بحرانی بیش از 1 MA/cm2 رسیده‌اند. لایه‌های حائل دیگر مانند اکسید سریم (CeO2) و اکسید منیزیم (MgO) با استفاده از تکنیک IBAD برای لایه‌های ابررسانا تولید می‌شوند.
بسترهای صاف با زبری در مرتبه‌ی 1 nm برای لایه‌های ابررسانا با کیفیت بالا ضروری هستند. در ابتدا بسترهای هاستلوی برای ایجاد یک سطح صیقلی الکتروپولیش می‌شدند. هاستلوی یک آلیاژ بر پایه‌ی نیکل است که قادر به تحمل کردن دماهای تا 800 °C بدون ذوب شدن یا اکسیداسیون شدید است. در حال حاضر یک تکنیک پوشش‌دهی معروف به "چرخش روی شیشه" یا "مسطح سازی رسوب محلول" برای صاف کردن سطح بستر استفاده می‌شود.
اخیراً نوارهای ابررسانای پوشش‌دهی شده‌ی YBCO قابلیت حمل بیش از 500 A/cm-width در 77 K و 500 A/cm-width در 30 K تحت میدان مغناطیسی قوی از خود نشان داده‌اند.

### لایه‌نشانی بخار شیمیایی
CVD برای نوارهای پوشش داده شده‌ی YBCO مورد استفاده قرار می‌گیرد.

### ترکیب فرآیند رسوب‌دهی فیزیکی و شیمیایی بخار
HPCVD می تواند برای لایه‌ی نازک منیزیم دی‌بورید استفاده شود. (MgB2 انبوه می تواند با PIT یا نفوذ منیزیم مذاب واکنشی ایجاد شود)

### تبخیر همزمان واکنشی
لایه‌ی ابررسانا در نسل دوم سیم‌های ابررسانا می‌تواند با تبخیر همزمان واکنشی فلزات تشکیل دهنده، عنصر کمیاب زمین ، باریم و مس رشد کند.

## استانداردها
چندین استاندارد IEC (کمیسیون بین‌المللی الکتروتکنیک) مربوط به سیم های ابررسانا تحت TC90 وجود دارد.

## همچنین ببینید
- نیوبیم-تیتانیم - به‌کارگیری آسان‌تر، ارزان‌تر، اما نیازمند LHe
- نیوبیم – قلع – به‌کارگیری دشوارتر، دارای میدان بحرانی بالاتر، اما نیازمند LHe
- ابررساناهای کوپرات
- ابررسانایی دمابالا
- نسبت مقاومت باقی‌مانده